# Cielętnik
Cielętnik (deutsch Kälberhaus) ist ein Ort in der polnischen Woiwodschaft Ermland-Masuren und gehört zur Landgemeinde Braniewo (Braunsberg) im Powiat Braniewski (Kreis Braunsberg).

## Geographische Lage
Cielętnik liegt vier Kilometer östlich des Frischen Haffs (polnisch Zalew Wiślany) im Nordwesten der Woiwodschaft Ermland-Masuren, fünf Kilometer westlich der Kreisstadt Braniewo (Braunsberg).

## Geschichte
Der einst Kälberhaus genannte Ort besteht in seinem Kern aus einem kleinen Hof. Am 5. Juli 1909 wurde notiert, dass Teile des „Guts Kälberhaus“ aus dem ostpreußischen Dorf Stangendorf (polnisch Stępień) in die Stadtgemeinde Braunsberg umgegliedert wurde. Die (Rest-)Einwohnerschaft von Kälberhaus zählte im Jahre 1910 23 Mitglieder.
Nach der Abtretung des gesamten südlichen Ostpreußen 1945 in Kriegsfolge an Polen erhielt Kälberhaus die polnische Namensform „Cielętnik“ und ist heute eine Ortschaft innerhalb der Gmina Braniewo (Landgemeinde Braunsberg) im Powiat Braniewski (Kreis Braunsberg), von 1975 bis 1998 der Woiwodschaft Elbląg, seither der Woiwodschaft Ermland-Masuren zugehörig. Im Jahre 2021 zählte Cielętnik 55 Einwohner.

## Religion
Cielętnik gehört heute – wie Kälberhaus vor 1945 – zur römisch-katholischen Kirche in Braniewo (Braunsberg), die jetzt dem Erzbistum Ermland zugeordnet ist. Bis 1945 war Kälberhaus außerdem in die evangelische Kirche Braunsberg in der Kirchenprovinz Ostpreußen der Kirche der Altpreußischen Union eingegliedert. Heute gehören die evangelischen Einwohner von Cielętnik zur Diözese Masuren der Evangelisch-Augsburgischen Kirche in Polen.

## Verkehr
Cielętnik liegt an einer Nebenstraße, die von Ułowo (Auhof) nach Różaniec (Rosenort) führt. Eine von Stępień (Stangendorf) kommende Straße endet in Cielętnik. Die Stadt Braniewo ist die nächste Bahnstation. Sie liegt an der Bahnstrecke Olsztyn Gutkowo–Braniewo der Polnischen Staatsbahn.